# Corvus ossifragus
Corvus ossifragus là một loài chim trong họ Corvidae.